# Ханья
Ханья́ (греч. Χανιά), венецианское название Кане́а (итал. La Canea) — город в Греции, на севере Крита. Расположен примерно в 70 километрах на запад от Ретимнона и в 145 километрах западнее Ираклиона. Порт на побережье Критского моря. Административный центр периферийной единицы Ханьи и общины (дима) Ханьи в периферии Крит. До 1971 года Ханья была административным центром острова. Население 53 910 жителей по переписи 2011 года. Второй по величине город острова. Площадь 12,564 км².

## История
В древности на территории города находился полис Кидония.

### Венецианское владычество
После Четвёртого крестового похода Крит был выделен Бонифацию Монферратскому. Он, в свою очередь, продал это владение венецианцам за 1000 серебряных марок. В 1204 году Кидонией овладели генуэзцы и построили башню на месте византийской крепости. В 1206 году генуэзцы под предводительством мальтийского графа Энрико Пескаторе изгнали венецианцев с острова. В 1210 году венецианцы овладели Кидонией. В 1211 году Крит перешёл под власть венецианцев.
В 1252 году началось заселение территории современного старого города. При венецианцах город Ханья стал резиденцией ректора — главы администрации острова. Город был важным торговым центром процветающего сельскохозяйственного региона. Поначалу венецианское правление было суровым и репрессивным, но позднее отношения между критянами и венецианцами улучшились. Контакт с Венецией вел к тесному переплетению венецианской и критской культур, но греческое население, однако, сохраняло православное вероисповедание. После основания венецианской крепости город стал называться Канеа (Canea, иногда Кания, Cania). Городские укрепления были усилены, и границы города приобрели современные очертания. В XIV веке венецианцы построили в Канеа церковь святого Франциска.
После падения Константинополя в 1453 году многие византийские священники, монахи и художники нашли прибежище на Крите. В течение последующего периода в городе Ханья сложилась смесь византийской, венецианской и классической греческой культуры. В это время были построены многие важные здания, развивались письменная культура, музыка, образование.
В XVI веке Канеа процветала, был реконструирован торговый порт. Микеле Санмикели спроектировал оборонительные сооружения.

### Османское владычество

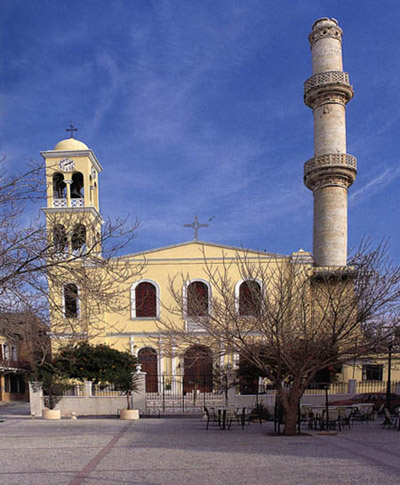
Церковь Святого Николая

Турки захватили город 2 августа 1645 года, после двухмесячной осады. Во время осады было много погибших, особенно среди турок. Турецкий командующий по возвращении был казнён за потерю около 40 000 человек.
Большинство церквей города были обращены в мечети. Турки жили в основном в западных кварталах города, Кастелли и у площади Спландзия, где они превратили доминиканскую церковь Святого Николая в главную мечеть (тур. Hünkâr Camii). Были построены и новые мечети, такие как мечеть Кючук Хасан в гавани. Также в городе были построены турецкие бани и фонтаны. В Ханье была резиденция турецкого паши Крита.
Во время антитурецкого восстания 1821 года в городе были столкновения между греками и турками, которые привели к жертвам с обеих сторон. Большинство погибших были христианами. Епископ Мельхиседек Деспотакис был повешен на дереве за участие в восстании.
После Халепского пакта  1878 года христианское население получило больше прав. Но после антитурецких выступлений 1889 года часть привилегий, полученных греками, была отменена фирманом 26 октября 1889 года. Однако волнения продолжались в течение 1890-х годов. В 1898 году Османская империя предоставила Криту автономию, а в 1913 году он официально вошёл в состав Греции. В течение этого периода турки переселялись из города в Турцию. Остатки турецкого населения жили в Ханье вплоть до Греко-турецкого обмена населением 1923 года.

## Современность

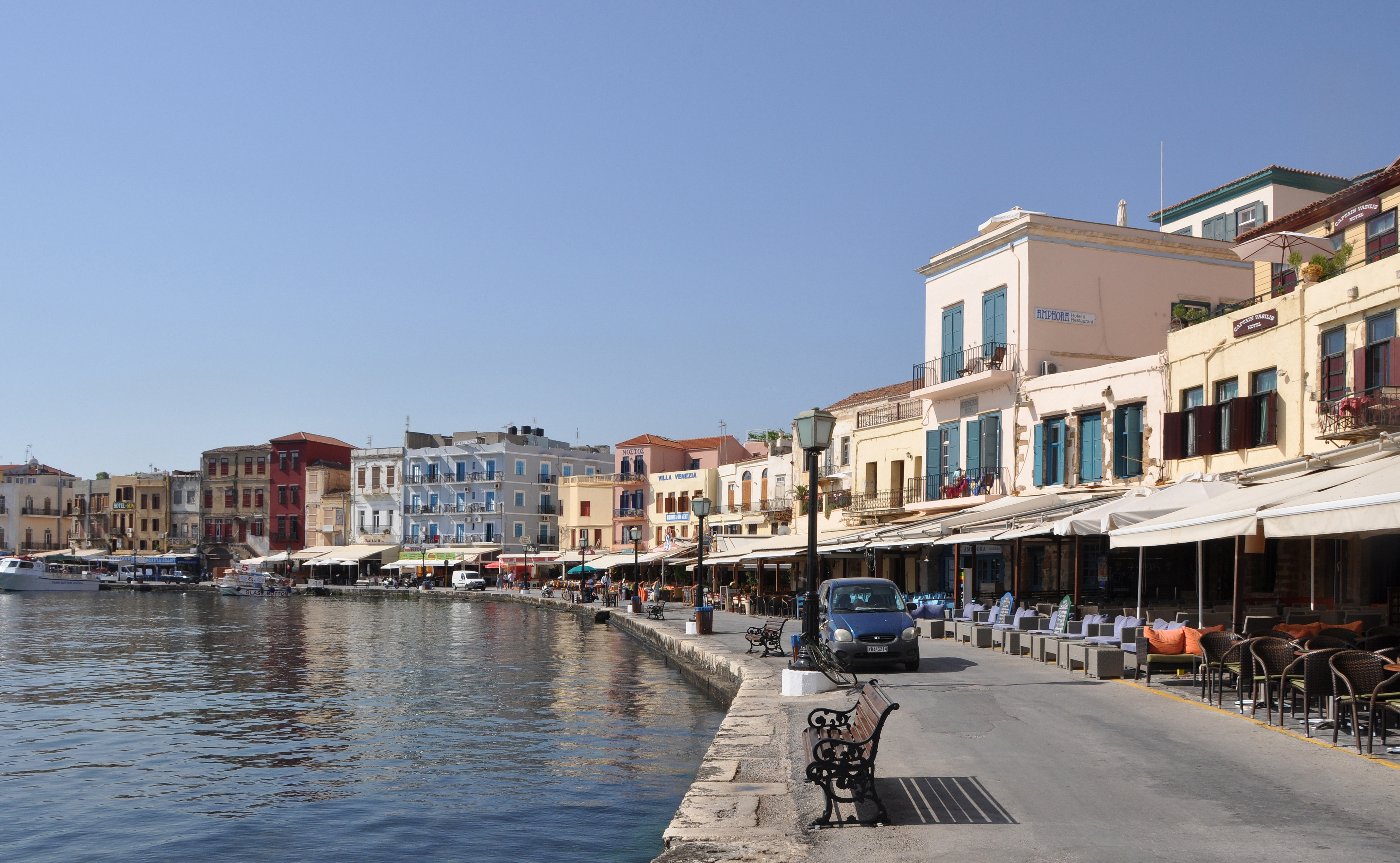
Набережная

Город Ханья разделен на две части: старый город и более обширный новый город. Старый город расположен рядом со старой гаванью. Она была окружена старинными венецианскими укреплениями, которые строились с 1538 года. Из них сохранились восточная и западная часть. Центр современного города — область рядом со старым городом и особенно к югу.

### Старый город
Несмотря на то, что Ханья подвергалась бомбардировкам во время Второй мировой войны, старый город считается самым красивым городским районом на острове Крит, особенно остатки венецианской гавани. Центральную часть старого города называют Кастели («цитадель»). Она расположена на маленьком холме прямо рядом с набережной. На берегу гавани расположена одна из немногих сохранившихся мечетей Ханьи — мечеть Кючук Хасан, а также венецианский арсенал.
В гавани города Ханья находится один из самых старых маяков мира. Сейчас это своего рода «визитная карточка» и символ города.

### Новый город
Основу экономики современной Ханьи составляют сельское хозяйство и туризм. Город обслуживает аэропорт «Иоаннис Даскалояннис».
Технический университет Крита — самое большое высшее учебное заведение в городе, в нём обучаются примерно 2200 студентов. Также в Ханье расположены Средиземноморский сельскохозяйственный институт и ряд научных учреждений:
- Национальный исследовательский фонд имени Э. Венизелоса
- Средиземноморский архитектурный центр
- Институт оливы и субтропических культур
- Литературное общество «Хриссостомос»

## Население
| Год  | Население, человек |
| ---- | ------------------ |
| 1991 | 51 710             |
| 2001 | 55 838             |
| 2011 | ↘ 53 910           |

## Достопримечательности

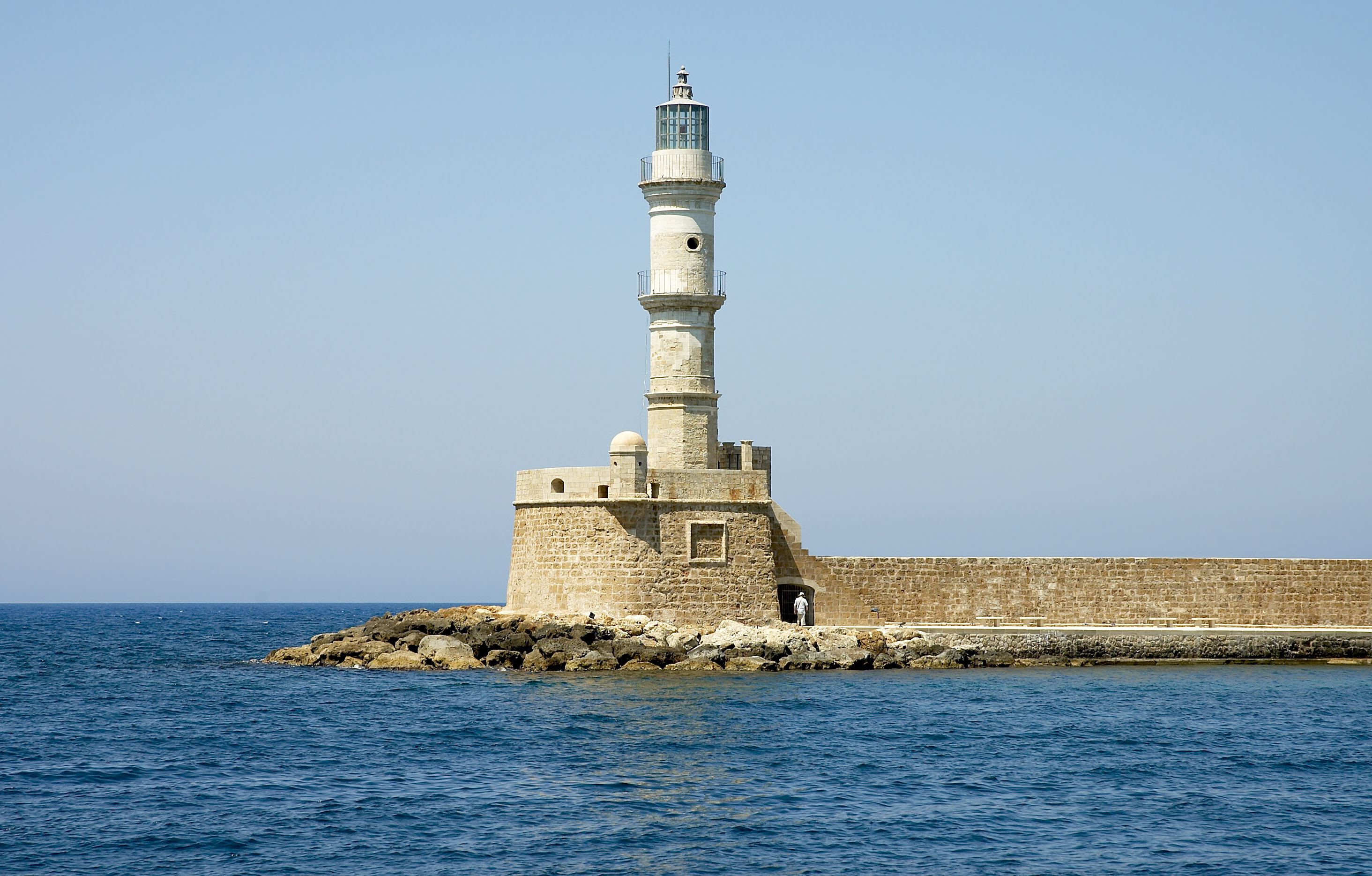
Маяк в Ханье

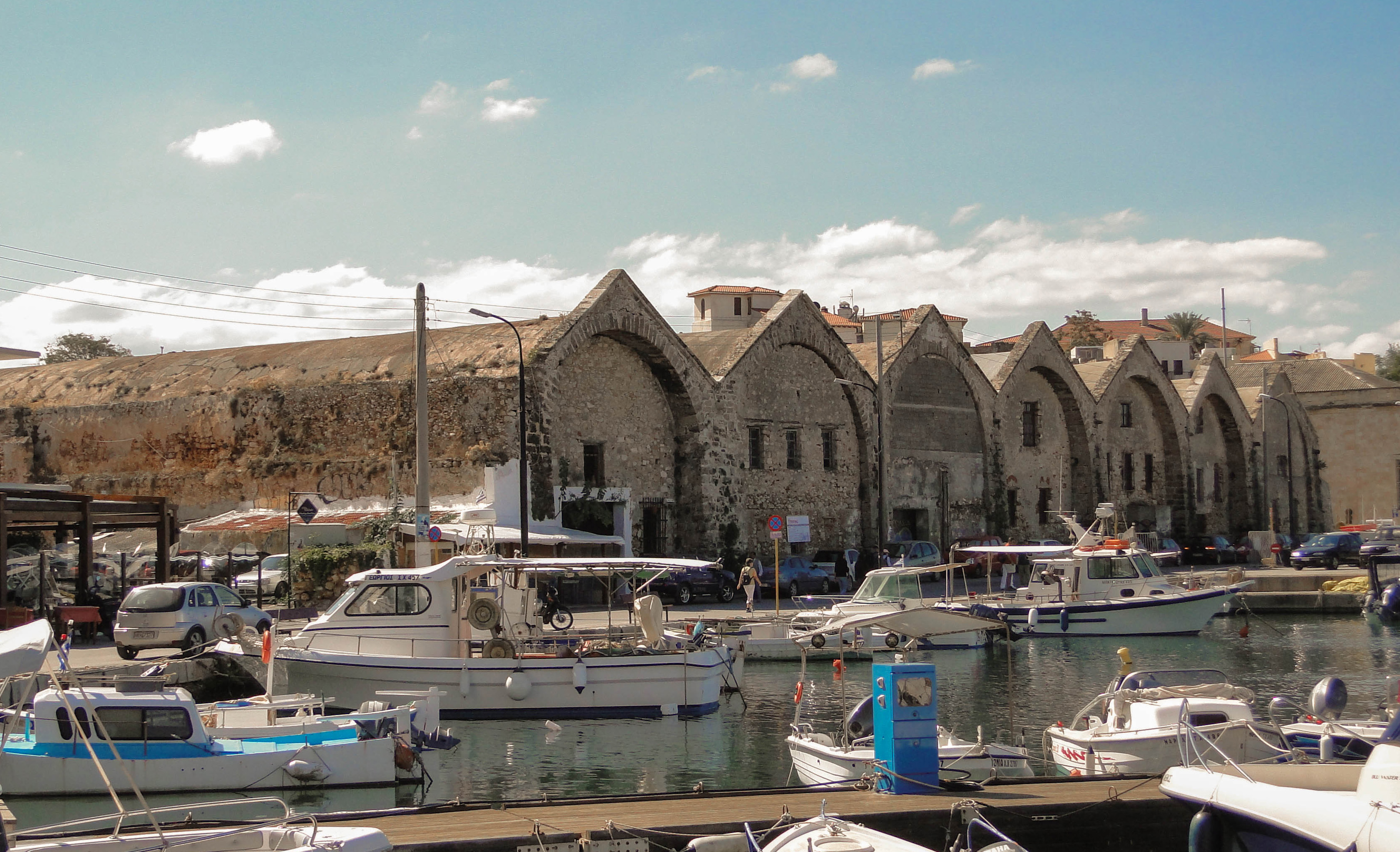
Венецианский арсенал в старом городе

- Самарийское ущелье — поразительное геологическое образование на западе о. Крит. Находится в 43 км к югу от г. Ханья на плоскогорье Омалос. Ущелье и территория вокруг него входят в национальный парк Лефка-Ори.
- Кафедральный собор Ханьи
- Монастырь Святой Троицы — монастырь недалеко от города.
- Монастырь Гувернето — другой монастырь на полуострове Акротири.
- Мечеть Кючук Хасан

### Музеи
- Археологический музей Ханьи[англ.]
- Музей фольклора
- Исторический архив
- Морской музей Крита
- Городская художественная галерея
- Византийская и Поствизантийская коллекция
- Музей Элефтериоса Венизелоса[англ.]
- Военный музей[англ.], филиал афинского Военного музея

## Известные уроженцы
- Мускури, Нана — греческая певица.
- Антониадис, Эммануил (1791—1863) — известный участник Греческой революции, известен в греческой историографии как «борец за независимую журналистику» и журналист, стоящий у истоков независимой греческой прессы.
- Кунелакис, Николаос (1829—1869) — греческий художник, вырос и учился в России.
- Данилиду, Элени (1982) — греческая профессиональная теннисистка.